# Pawel Michailowitsch Nikiforow
Pawel Michailowitsch Nikiforow (russisch Павел Михайлович Никифоров; * 5. Junijul. / 17. Juni 1884greg. in St. Petersburg; † 12. November 1944 in Moskau) war ein russischer Geophysiker, Seismologe und Hochschullehrer.

## Leben
Nikiforows Vater war Friseur an den St. Petersburger Kaiserlichen Theatern und arbeitete hauptsächlich am Mariinski-Theater. Nach seinem frühen Tod 1900 bekam seine Witwe dort seine Stelle. Nikiforow besuchte erfolgreich das Humanistische Gymnasium und begann 1902 das Studium an der Kaiserlichen Universität St. Petersburg in der naturwissenschaftlichen Abteilung der physikalisch-mathematischen Fakultät. Ab 1905 war er auch Student in der mathematischen Abteilung.
Nach dem Abschluss des Studiums 1908 arbeitete Nikiforow als wissenschaftlicher Sekretär der ständigen zentralen seismologischen Kommission der Akademie der Wissenschaften (nach der Oktoberrevolution Akademie der Wissenschaften der UdSSR (AN-SSSR), seit 1991 Russische Akademie der Wissenschaften (RAN)) unter der Leitung Boris Borissowitsch Golizyns und im Physikalischen Kabinett der Kommission (bis 1921).
Ab 1923 arbeitete Nikiforow im Institut für Angewandte Mathematik. 1924 wurde er Leiter der seismologischen Abteilung des Physikalisch-Mathematischen Instituts der AN-SSSR und des Seismologischen Beobachtungsnetzes der AN-SSSR. Ab 1926 leitete er den Lehrstuhl für Geophysik der Universität Leningrad. 1928 wurde er Gründungsdirektor des Moskauer Seismologischen Instituts der AN-SSSR und blieb es bis zu seinem Tode. 1932 wurde er Mitglied der KPdSU und Korrespondierendes Mitglied der AN-SSSR. 1933 wurde er Professor am Leningrader Bergbau-Institut.
Der Schwerpunkt der wissenschaftlichen Arbeit Nikiforows war die Entwicklung empfindlicher Messmethoden zur Untersuchung der Erdstruktur. 1921–1923 gehörte er zu den Ersten, die durch Variationsmessungen die Kursker Magnetanomalie untersuchten. 1924 entwickelte er ein Gravitationsvariometer eigener Konstruktion, mit dem er gravimetrische Messungen im Ural (1924). in Kriwoi Rog (1925) sowie in Zentralasien und auf der Krim (1928) durchführte. Er entwickelte einen kleinen leichten Seismographen eigener Konstruktion mit hoher Empfindlichkeit zur Registrierung naher Erdbeben. Er organisierte die systematische Beobachtung der Erdbebentätigkeit in der UdSSR mit einem Netzwerk von Erdbebenwarten auf der Krim, im Kaukasus und in Zentralasien. Daraus resultierte 1935 die erste Erdbebenkarte der UdSSR. Zur Untersuchung der Erdkruste und Identifizierung von Erdöllagerstätten entwickelte er eine seismologische Methode, die auf der Beobachtung der durch eine Explosion ausgelösten Wellen beruhte. Unter Nikiforows Leitung wurden die ersten Standards für erdbebensicheres Bauen in der UdSSR entwickelt.
Nikiforow wurde Mitglied des Bureau International de Géophysique Appliquée in Madrid (1926), der Seismological Society of America (1927), der Commission Seismique Internationale in Straßburg (1927) und der Deutschen Physikalischen Gesellschaft (1927).
Am 13. Juni 1944 erhielt Nikiforow den Orden des Roten Banners der Arbeit.